# Rap.ua Awards
Rap.ua Awards — щорічна премія від порталу rap.ua, на якій визначають головних героїв української реп-сцени у восьми номінаціях («Прорив року», «Кращий україномовний проєкт», «Кращий кліп», «Кращий реліз», «Кращий саундпродюсер», «Кращий російськомовний проєкт», «Кращий батл-MC», «FRESH»).

## Історія
Премія Rap.ua Awards була заснована в травні 2018 року засновниками профільного порталу про український реп і лайфстайл - rap.ua.
Призери отримують нагороди у вигдяді «цеглинок», які заклали до фундаменту українського репу. Переможців у кожній номінації визначають шляхом голосів редакції порталу rap.ua і глядацького голосування на сайті премії.
Поза конкурсом вручається номінація "За внесок в культуру". За час існування премії її отримали LOJAZ (У.эР.А.-Убитые Рэпом) Лион та MC Fame.
В різні роки хедлайнерами Rap.ua Awards були: Ghetts, ЛСП, Смоки Мо, Alina Pash, Alyona Alyona, Міша Крупін, Лион, Giga1, Глава 94, НКНКТ, PVNCH, XXV кадр та інші.
У 2018  та 2019  роках премія проводилася в Харкові, а в 2020, через карантинні обмеження, була змушена перейти в онлайн-формат і транслювалася на телеканалі Megogo Live  . У 2021 році церемонія нагородження не відбулася через повномасштабне вторгнення російської федерації на територію України

## Переможці премії за номінаціями
| Номінація                     | 2018                   | 2019                  | 2020                              |
| ----------------------------- | ---------------------- | --------------------- | --------------------------------- |
| «Прорив року»                 | НКНКТ                  | Alyona Alyona         | Zbaraski                          |
| «Кращий україномовний проєкт» | Глава 94               | Alina Pash            | Паліндром                         |
| «Кращий кліп»                 | Mamarika «ХХДД»        | Youra «Praktika»      | Kalush feat. Alyona Alyona «Гори» |
| «Кращий реліз»                | КДК «Зачем нам звезды» | Alyona Alyona «Пушка» | Вандер Філ                        |
| «Кращий саундпродюсер»        | Teejay                 | FrozenGangBeatz       | Young Devante                     |
| «Кращий батл-MC»              | Giga1                  | МЦ всех МЦ            | Сдобрымутром                      |
| «FRESH»                       | -                      | TELLY GRAVE           | Kesh                              |

| Номінація              | 2021                 |
| ---------------------- | -------------------- |
| «Артист року»          | Alina Pash           |
| «Кліп року»            | Krechet «Засинай»    |
| «Реліз року»           | Kalush «Hottin»      |
| «Краща колаборація»    | Krechet x Alina Pash |
| «Лайф-стайл ком'юніті» | The Trouble Tribe    |
| «Саунд-продюсер року»  | The Lazy Jesus       |
| «Прорив року»          | Krechet              |
| «FRESH»                | Lefor                |
| «Вклад в культуру»     | MC Fame              |